# Apprivoisement

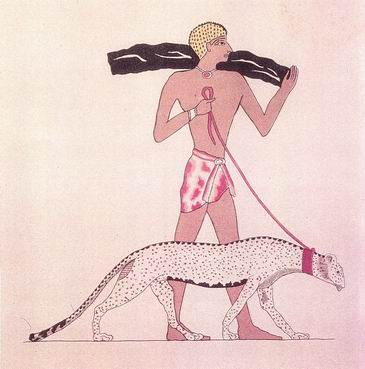
Guépard apprivoisé dans l'Égypte ancienne

L'apprivoisement est le procédé par lequel l'humain habitue un animal sauvage à son contact. La différence essentielle entre apprivoisement et domestication réside dans le fait que le premier n'est pas définitivement acquis. Même quand l'humain parvient à habituer un animal sauvage à être touché, caressé et même transporté sans frayeur, il ne contrôle pas forcément sa reproduction, ni son alimentation. Il arrive aussi qu'un animal apprivoisé retourne de lui-même à la vie sauvage, de même que sa descendance.

## Histoire
Les peuples traditionnels du type chasseurs-cueilleurs ont ainsi systématiquement apprivoisé des animaux issus d'espèces sauvages, typiquement en élevant un petit qui a perdu ses parents. L'apprivoisement est souvent vu comme l'étape préalable à la domestication, puisqu'il permet d'apprendre les exigences de chaque espèce animale, mais certaines espèces seulement sont, à la longue, devenues des animaux domestiques.

## Législation
Une fois familiarisés à la cohabitation avec les humains, les individus peuvent être adoptés comme animaux de compagnie occasionnels, dans le respect de la législation en vigueur, qui s'est durcie progressivement, en raison des risques de zoonoses et de la pression sur les populations d'espèces menacées.
En France, depuis 1977, il faut obtenir un certificat de capacité pour l'entretien d'animaux d'espèces non domestiques.

## Espèces
L'homme a apprivoisé un grand nombre d'espèces animales.
Des espèces tel le renard, le hérisson, l'écureuil, la pie ou encore le corbeau peuvent être apprivoisés mais n'ont jamais connu de domestication. De même, tous les animaux ne peuvent être apprivoisés. Les animaux d'un même genre peuvent même montrer des comportements très différents vis-à-vis de l'homme. Bien que le cheval accepte facilement l'apprivoisement et même la domestication, le zèbre y est totalement réfractaire, tout comme le lièvre, alors que le lapin s'apprivoise.

Apprivoisement d'un tamia
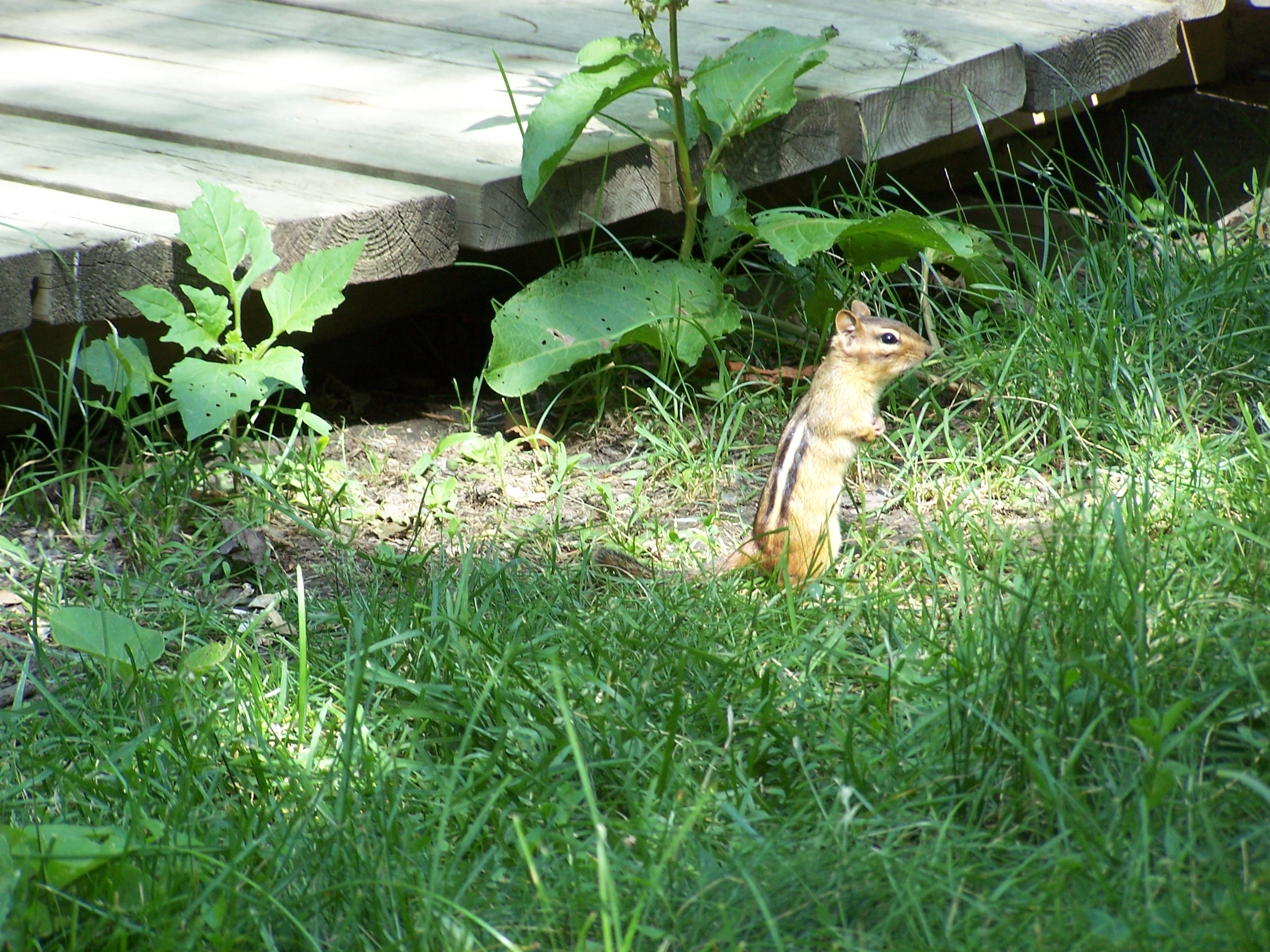
Observation
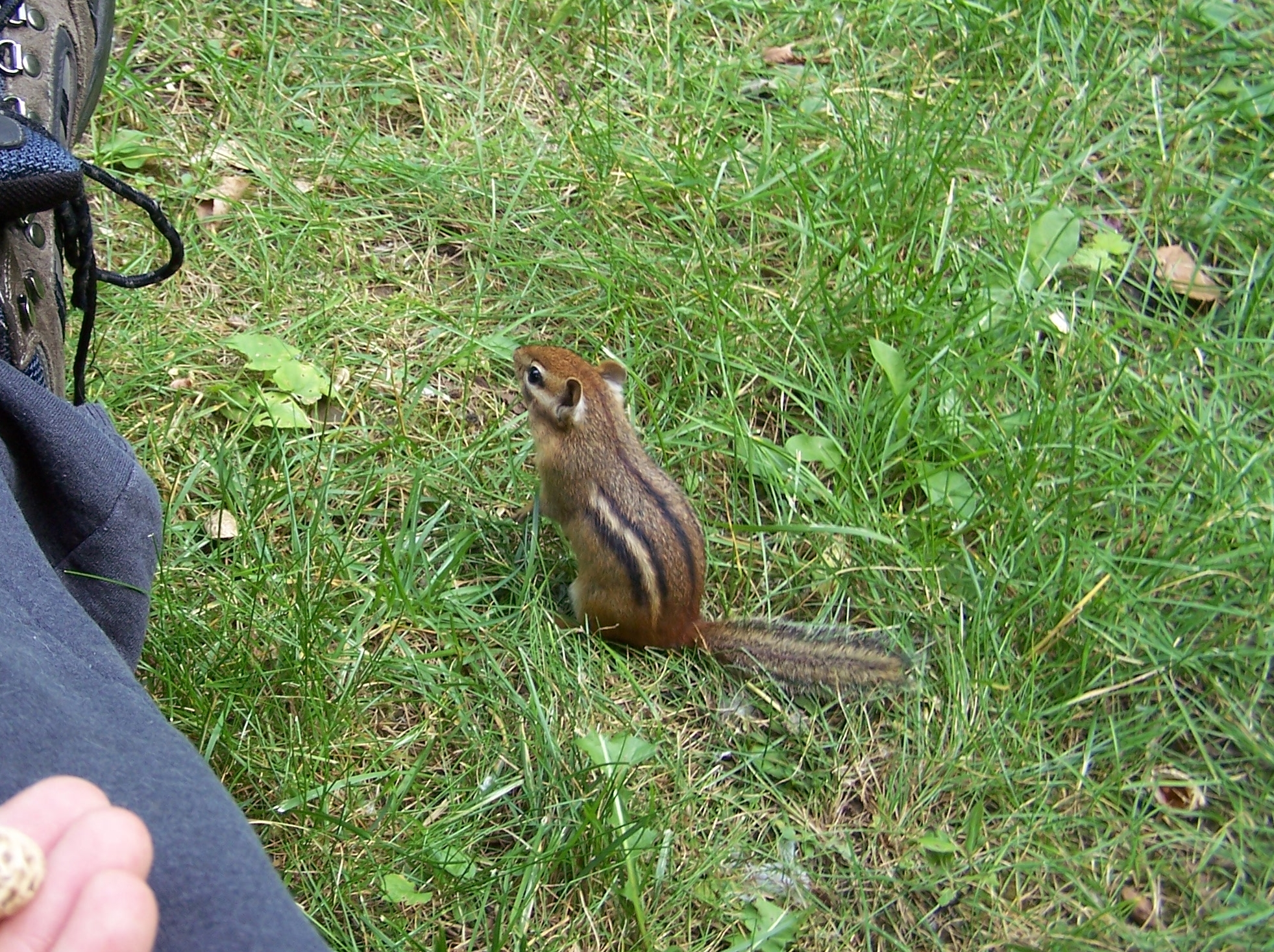
Approche
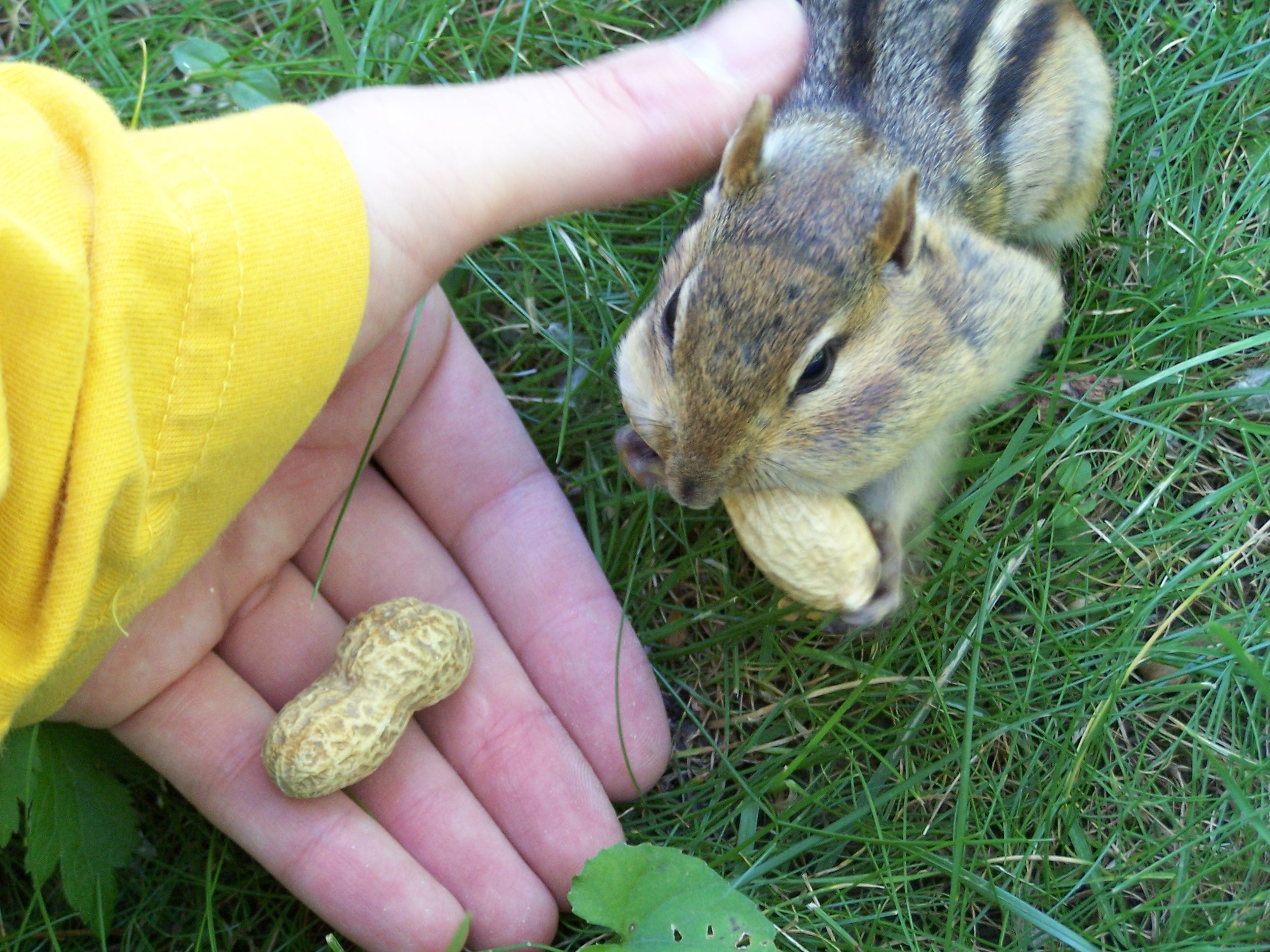
Interaction
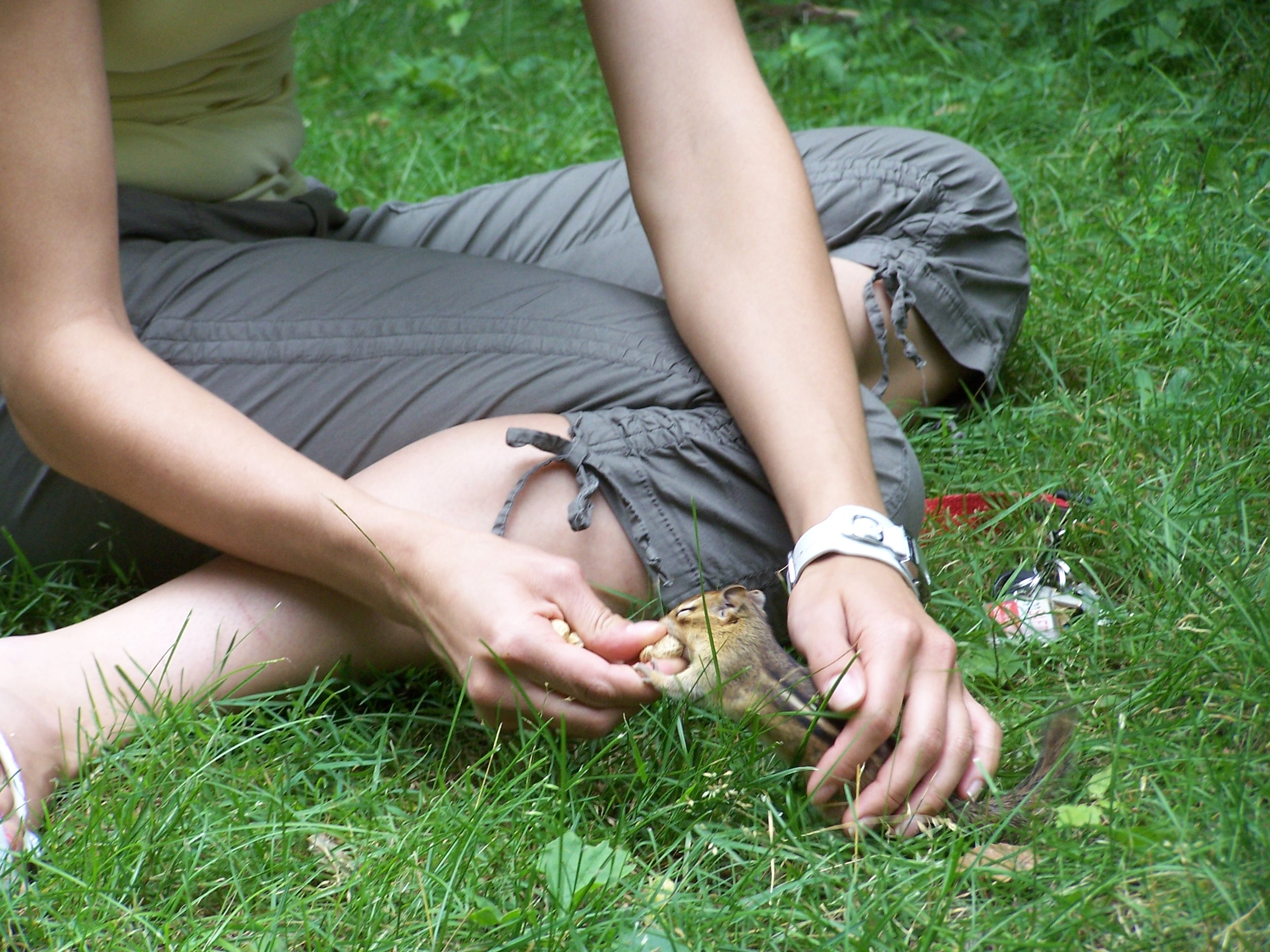
Contact

## références culturelles
- Le renard du Petit Prince
- La mégère apprivoisée